# Pterocarya stenoptera
Pterocarya stenoptera C.DC. è una specie d'albero appartenente alla famiglia Juglandaceae.
Le sue foglie sono pennato-composte, lunghe da 30 a 40 cm. Le foglioline, da 15 a 21, sono oblunghe, color verde vivo (la fogliolina terminale è spesso assente). Le nervature mediane presentano delle ali.
Esemplari centenari possono essere osservati nel giardino delle serre d'Auteuil e nel parc Montsouris a Parigi.

## Caratteristiche
- Fruttificazione: in estate presenta spighe pendenti di frutti verdi. Lunghezza delle spighe: da 20 a 30 cm
- Origine: Cina
- Rusticità: molto buona
- Taglia: 25 m di altezza per 15 m di diametro circa.